# ژودیز اشیمووا
ژودیز اشیمووا (به روسی: Жулдыз Эшимова؛ زادهٔ ۱ فوریهٔ ۱۹۸۸) کشتی گیر زن کشور قزاقستان است.
از افتخارات وی می‌توان به کسب دو مدال نقره و برنز مسابقات قهرمانی کشتی جهان ۲۰۰۸ و ۲۰۱۱ و مدال نقره بازی‌های آسیایی ۲۰۱۸ اشاره کرد.